# Эбелях (река)
Эбелях (устар. Эбэлээх) — река в Анабарском улусе Якутии, Россия. Длина реки составляет 108 километров. Площадь водосборного бассейна — 1890 км². Течёт на запад, с правой стороны впадает в Анабар.
Имеет множество меандров. Наибольшей ширины и глубины русло достигает в верхней части — 30 и 1,0 метра соответственно, дно укрыто водорослями. На реке расположено поселение Амакинский и село Эбелях возле устья.
Имеет следующие притоки:
- правые — Моргогор
- левые — Кусун-Эбелях, Кумах-Юрях, Куман

Система водного объекта: Анабар → Море Лаптевых.
По данным государственного водного реестра России относится к Ленскому бассейновому округу.